# ريثل
ريثل. (بالفرنسية: Rethel)‏، هي بلدية في فرنسا تحت-محافظة لقسم آردن في ناحية غراند إيست يُدعى سكانها الريتيلوَا. تسقى من نهر إيسن، في عام 2014 بلغ عدد سكانها 7778 نسمة، ثالث مدينة في قسم بعد شارلفيل-ميزيير وسيدان مُرقمة ب91 للمنطقة. تقع في الجنوب الغربي للقسم عند حدود الشمبانيا و 37 كم من ريمس، تحتوي على محطة قطار سريع 1 سا و10 دقائق لباريس.

## أعلام
- جاك بوشيه دو بيرث